# Bogdan Niculescu Duvăz
Bogdan Nicolae Niculescu Duvăz (n. 14 decembrie 1949, București, România – d. 16 noiembrie 2019) a fost un arhitect și om politic român.

## Biografie
Bogdan Nicolae Niculescu Duvăz s-a născut în București. A terminat studiile la Institutul de Arhitectură „Ion Mincu” din București, promoția 1977.
Duvăz a fost căsătorit și are două fete. A murit pe 16 noiembrie 2019.

## Cariera politică
Duvăz a fost deputat român în toate legislaturile din perioada 1990–2016, membru al Partidul Social Democrat din 2003. În perioada 1990-2003, Duvăz a membru în Partidul Democrat. În legislatura 1990-1992, Duvăz a fost validat pe data de 18 iunie 1990 și a demisionat pe data de 31 iulie 1990, dată la care a fost înlocuit de către deputata Dorina Mihăilescu. În perioada 28 iunie 1990 - 16 octombrie 1991, Duvăz a fost ministru al tineretului și sportului în Guvernul Petre Roman (2). Duvăz a fost ministru pentru relația cu Parlamentul în Guvernul Victor Ciorbea. În perioada 28 decembrie 2004 - 28 decembrie 2004, Duvăz a fost ministru delegat pentru relația cu partenerii sociali în Guvernul Adrian Năstase.

## Distincții și decorații
- Ordinul Național „Serviciul Credincios” în grad de Cavaler, conferit la 1 decembrie 2002.[1]